# Goban

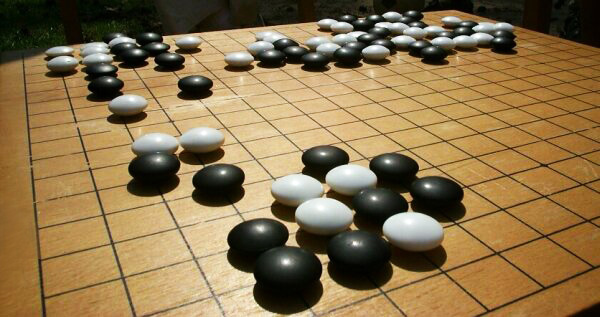
Go board, en un Go-weekend, Hoge Rielen, Bélgica.

Un goban (en japonés 碁盤) es un tablero sobre el que se juegan partidas de go.

## Dimensiones
Los hay de varias dimensiones: el tipo más utilizado es el de 19×19 líneas, pero para principiantes los hay de 13×13 y 9×9 líneas. Las medidas del tablero oficial de competición son 45,45 cm × 42,42 cm. Los tableros chinos son ligeramente más grandes, debido a que las piedras chinas son también ligeramente más grandes. El tablero no es cuadrado: hay una relación 15:14 entre largo y ancho. Hay dos tipos principales de tablero: el de mesa, similar al utilizado en otros juegos como el ajedrez, y el de suelo, que se ubica directamente en el suelo ya que dispone de su propia base. El tablero japonés tradicional tiene entre 10 y 18 cm de grosor, y es de suelo.

## Material
Preferiblemente se fabrica con madera de kaya, siendo utilizada la de hasta 700 años de antigüedad para hacer los tableros más finos. La madera de otro árbol, torreya de California, se utiliza también para la fabricación de tableros, ya que es más barata. Los recursos naturales de Japón han sido incapaces de producir suficiente madera de ambos tipos de árbol para cubrir su elevada demanda: los árboles deben tener varios cientos de años de vida para alcanzar el tamaño suficiente, y actualmente es muy raro encontrar ejemplares con la edad y calidad requeridos. En Japón, está prohibida la tala de árboles de Kaya vivos, ya que la especie está protegida: el árbol debe morir de causas naturales antes de poder ser cortado. Debido a todo esto, el costo de un tablero de madera genuina de Kaya sobrepasa los $10 000 dólares y, en algunos casos, los $60 000.
Frecuentemente se usan maderas más económicas para fabricar goban de calidad, incluyendo las de Hiba (Thujopsis dolabrata), Katsura (Cercidiphyllum japonicum), Kauri (Agathis), y "Shin Kaya" (variedades de Picea, generalmente de Alaska, Siberia y la provincia de Yunnan en China). Desde los años 2000, algunos tableros se han fabricado a base de bambú. Son muy duraderos y tienen una estética única, además de ser relativamente económicos.